# Ma Teng
En aquest nom xinès, el cognom és Ma.
Ma Teng (mort el 212) va ser un senyor de la guerra durant el període de la tardana Dinastia Han de la història xinesa. Ell controlava la Província Liang (涼州) juntament amb el seu germà de jurament Han Sui. Ma Teng i Han Sui van estar involucrats en els esforços per obtenir més autonomia del govern central de la Dinastia Han.